# 土岐光衡
土岐 光衡（とき みつひら）は、平安時代末期から鎌倉時代初期にかけての武将・鎌倉幕府御家人。伯耆守源光長の三男。美濃源氏の嫡流・土岐氏の祖。

## 略歴
治承・寿永の乱（1180～1185年）で討死した源光長の末子であったが、伯父・光基の養子となり土岐氏の嫡惣を継承した。
治承4年（1180年）に源頼政が平家に反旗を翻して立ち上がった宇治川の戦いには光衡は参加していない。
さらに同年9月の木曾義仲の旗揚げでは、美濃源氏の一族の多くが従軍し、実父の光長、実兄の源光経、山県郡上野の落合国時らも参加して戦死しているが、この時も光衡は参加していない。
平家は治承4年（1180年）と養和元年（1181年）の源氏の旗揚げに対して近江と飛騨の武士に多く味方に付けて対応している。
養和元年（1181年）1月、平維盛は美濃に転戦し、美濃源氏の数氏を討って、その首を京の七条河原に晒している。
このような平家の動きを警戒して光衡は源氏の一員として参戦しかねていたが、寿永3年（1184年）になって、一族を率いて鎌倉の頼朝軍に加わって勝利に貢献した。
そのため平家滅亡後は鎌倉幕府の御家人となった。
建久4年（1193年）に源頼朝が富士の巻狩に出掛けた際、これに随行した「土岐三郎」は光衡を指すものと推定されている（『吾妻鏡』同年5月10日条）。
建仁年間（1201～1204年）に大内氏と梶原氏に次いで美濃国守護に任じられたと考えられる。そして美濃国内の「兵馬指揮統率権・治安維持警察権」を与えられた。
土岐氏は、先に美濃国に土着していた山県郡の源頼綱の系統や方県郡の源重宗の系統、その他の美濃源氏の各氏の上に立って美濃源氏の主流となった。
美濃国土岐郡の一日市場館を本拠として「土岐」を号したとされることから、実質的な土岐氏の祖とされる場合が多い。
そして天徳寺を氏寺、光善寺を土岐氏の菩提寺として天台宗の寺院を開基したとされる。
元久3年（1206年）3月20日に没し、光善寺に葬られた。
系図類では光行と光時の2子が記されており、嫡男の光行が土岐氏を継承した。
また光時は浅野氏の祖となり、子孫は浅野家（広島）・浅野家（赤穂）＝千葉、土岐頼忠→水野→神野城の神野家（現在は奈良県在住）に分かれた。